# Polo aquático nos Jogos Olímpicos de Verão de 1968
O torneio de Pólo aquático nos Jogos Olímpicos de Verão de 1968 foi realizado na Cidade do México, México.

## Masculino
| Ouro | Prata | Bronze |
| Iugoslávia Ozren Bonačić Dejan Dabović Zdravko Hebel Zoran Janković Ronald Lopatny Uroš Marović Đorđe Perišić Miroslav Poljak Mirko Sandić Karlo Stipanić Ivo Trumbić | União Soviética Vadim Gulyaev Givi Chikvanaya Boris Grishin Aleksandr Dolgushin Aleksei Barkalov Yuri Grigorovsky Vladimir Semenov Aleksandr Shidlovsky Vyacheslav Skok Leonid Osipov Oleg Bovin | Hungria András Bodnár Zoltán Dömötör László Felkai Ferenc Konrád III János Konrád II Mihály Mayer Lászlo Sárosi János Steinmetz Endre Molnár Dénes Pácsik István Szivós |

### Primeira fase

#### Grupo A
| Equipe                 | Pts | J | V | E | D | GP | GC |
| ---------------------- | --- | - | - | - | - | -- | -- |
| HUN Hungria            | 12  | 6 | 6 | 0 | 0 | 39 | 14 |
| URS União Soviética    | 10  | 6 | 5 | 0 | 1 | 43 | 18 |
| USA Estados Unidos     | 7   | 6 | 3 | 1 | 2 | 37 | 36 |
| CUB Cuba               | 7   | 6 | 3 | 1 | 2 | 31 | 35 |
| FRG Alemanha Ocidental | 4   | 6 | 2 | 0 | 4 | 33 | 34 |
| ESP Espanha            | 1   | 6 | 0 | 1 | 5 | 20 | 37 |
| BRA Brasil             | 1   | 6 | 0 | 1 | 5 | 22 | 51 |

| 14 de outubro      |      |                    |
| Estados Unidos     | 10–5 | Brasil             |
| União Soviética    | 11–4 | Cuba               |
| 15 de outubro      |      |                    |
| Alemanha Ocidental | 5–3  | Espanha            |
| Cuba               | 9–2  | Brasil             |
| 16 de outubro      |      |                    |
| Hungria            | 6–4  | Alemanha Ocidental |
| Estados Unidos     | 10–7 | Espanha            |
| 17 de outubro      |      |                    |
| União Soviética    | 6–3  | Alemanha Ocidental |
| Cuba               | 6–6  | Estados Unidos     |
| Hungria            | 7–1  | Espanha            |
| 19 de outubro      |      |                    |
| União Soviética    | 5–0  | Espanha            |
| Hungria            | 5–1  | Estados Unidos     |
| Alemanha Ocidental | 10–5 | Brasil             |
| 20 de outubro      |      |                    |
| Cuba               | 7–6  | Alemanha Ocidental |
| Espanha            | 6–6  | Brasil             |
| Hungria            | 6–5  | União Soviética    |
| 21 de outubro      |      |                    |
| Cuba               | 4–3  | Espanha            |
| União Soivética    | 8–3  | Estados Unidos     |
| Hungria            | 8–2  | Brasil             |
| 22 de outubro      |      |                    |
| União Soviética    | 8–2  | Brasil             |
| Estados Unidos     | 7–5  | Alemanha Ocidental |
| 23 de outubro      |      |                    |
| Hungria            | 7–1  | Cuba               |

#### Grupo B
| Equipe                    | Pts | J | V | E | D | GP | GC |
| ------------------------- | --- | - | - | - | - | -- | -- |
| ITA Itália                | 13  | 7 | 6 | 1 | 0 | 48 | 21 |
| YUG Iugoslávia            | 11  | 7 | 5 | 1 | 1 | 65 | 18 |
| GDR Alemanha Oriental     | 11  | 7 | 5 | 1 | 1 | 66 | 22 |
| NED Países Baixos         | 9   | 7 | 4 | 1 | 2 | 42 | 28 |
| JPN Japão                 | 6   | 7 | 3 | 0 | 4 | 26 | 57 |
| MEX México                | 3   | 7 | 1 | 1 | 5 | 27 | 56 |
| GRE Grécia                | 2   | 7 | 1 | 0 | 6 | 34 | 62 |
| EGY República Árabe Unida | 1   | 7 | 0 | 1 | 6 | 21 | 65 |

| 14 de outubro     |      |                   |
| Países Baixos     | 9–5  | Grécia            |
| Iugoslávia        | 13–2 | R.A.U.            |
| Itália            | 9–2  | Japão             |
| 15 de outubro     |      |                   |
| Alemanha Oriental | 12–4 | México            |
| Japão             | 8–7  | México            |
| Itália            | 10–1 | R.A.U.            |
| 16 de outubro     |      |                   |
| Alemanha Oriental | 4–4  | Iugoslávia        |
| Países Baixos     | 8–1  | México            |
| Grécia            | 7–6  | R.A.U.            |
| 17 de outubro     |      |                   |
| Itália            | 5–4  | Alemanha Oriental |
| Iugoslávia        | 9–0  | México            |
| Países Baixos     | 9–1  | Japão             |
| 19 de outubro     |      |                   |
| Alemanha Oriental | 11–4 | Grécia            |
| Japão             | 7–4  | R.A.U.            |
| Itália            | 10–5 | México            |
| Iugoslávia        | 7–4  | Países Baixos     |
| 20 de outubro     |      |                   |
| Alemanha Oriental | 8–0  | Japão             |
| México            | 11–8 | Grécia            |
| Itália            | 5–4  | Iugoslávia        |
| Países Baixos     | 6–3  | R.A.U.            |
| 21 de outubro     |      |                   |
| Japão             | 6–3  | México            |
| Iugoslávia        | 11–1 | Grécia            |
| Países Baixos     | 3–3  | Itália            |
| Alemanha Oriental | 19–2 | R.A.U.            |
| 22 de outubro     |      |                   |
| México            | 3–3  | R.A.U.            |
| Itália            | 6–2  | Grécia            |
| Alemanha Oriental | 8–3  | Países Baixos     |
| Iugoslávia        | 17–2 | Japão             |

### Classificação 13º-15º lugares
| 24 de outubro |     |                       |
| Brasil        | 5–3 | República Árabe Unida |

### Classificação 9º-12º lugares
| 24 de outubro      |     |        |
| Espanha            | 5–0 | Japão  |
| Alemanha Ocidental | 6–3 | México |

### Classificação 5º-8º lugares
| 24 de outubro     |     |               |
| Alemanha Oriental | 8–2 | Cuba          |
| Estados Unidos    | 6–3 | Países Baixos |

#### 13º-14º lugar
| 25 de outubro |     |        |
| Brasil        | 5–2 | Grécia |

#### 11º-12º lugar
| 25 de outubro |     |       |
| México        | 5–4 | Japão |

#### 9º-10º lugar
| 25 de outubro |     |                    |
| Espanha       | 7–5 | Alemanha Ocidental |

#### 7º-8º lugar
| 25 de outubro |     |      |
| Países Baixos | 8–5 | Cuba |

#### 5º-6º lugar
| 25 de outubro  |     |                   |
| Estados Unidos | 6–4 | Alemanha Oriental |

### Semi-final
| 24 de outubro   |     |         |
| União Soviética | 8–5 | Itália  |
| Iugoslávia      | 8–6 | Hungria |

### Disputa pelo bronze
| 26 de outubro |     |        |
| Hungria       | 9–4 | Itália |

### Final
| 26 de outubro |       |                 |
| Iugoslávia    | 13–11 | União Soviética |

## Classificação final
| Pos. | País                  |
| ---- | --------------------- |
|      | Iugoslávia            |
|      | União Soviética       |
|      | Hungria               |
| 4    | Itália                |
| 5    | Estados Unidos        |
| 6    | Alemanha Oriental     |
| 7    | Países Baixos         |
| 8    | Cuba                  |
| 9    | Espanha               |
| 10   | Alemanha Ocidental    |
| 11   | México                |
| 12   | Japão                 |
| 13   | Brasil                |
| 14   | Grécia                |
| 15   | República Árabe Unida |